# Rudolf Florin
Carl Rudolf Florin, född 5 april 1894 i Solna, död 24 september 1965, var en svensk botaniker. 
Han disputerade 1931 vid Stockholms högskola. Han var professor Bergianus från 1944 till 1964 samt föreståndare för Vetenskapsakademiens Bergianska stiftelse.
År 1947 invaldes han i Vetenskapsakademien. År 1958 tilldelades Florin Darwin-Wallace-medaljen av Linnean Society.
Auktorsnamnet Florin kan användas för Rudolf Florin i samband med ett vetenskapligt namn inom botaniken; se Wikipediaartiklar som länkar till auktorsnamnet.